# تی. ان. بالو
تی‌. ان. بالو (به انگلیسی: T. N. Balu؛ درگذشتهٔ ۱۹۸۱) کارگردان، تهیه‌کننده و نویسندهٔ هندی بود که در سینمای تامیل فعالیت می‌کرد.
وی در دو فیلم قانون در دست من است (۱۹۷۸) و شانکارلال (۱۹۸۱) با کمال حسن، بازیگر هندی همکاری داشته‌است.

## درگذشت
بالو در حین تولید آخرین فیلمش، شانکارلال، در سال ۱۹۸۱ درگذشت.

## فیلم‌شناسی
| سال تولید | نام                 | سِمَت                  |
| ۱۹۶۵      | چهرهٔ آرزو           | نویسنده              |
| ۱۹۶۹      | صندوق پستی ۵۲۰      | کارگردان             |
| ۱۹۷۸      | قانون در دست من است | تهیه‌کننده و کارگردان |
| ۱۹۸۱      | شانکارلال           | تهیه‌کننده و کارگردان |
| --------- | ------------------- | -------------------- |